# Escola primària
Una escola primària o primera etapa de l'educació bàsica dona educació per a nens de quatre a onze anys, i de vegades fins a tretze anys. Normalment arriba després de l'escola preescolar i abans de l'escola secundària. La Classificació internacional estàndard de l'educació considera que l'educació primària és una fase única en què els programes normalment es dissenyen per proporcionar habilitats fonamentals en lectura, escriptura i matemàtiques i establir una base sòlida per a l'aprenentatge. Es tracta del nivell 1 de la Classificació estandarditzada dels nivells educatius establerta per la UNESCO. Els alumnes tenen espais comuns fora de l'aula, en què poden coincidir diversos grups estables, com menjador, patis o a les entrades i sortides del centre.

## Història
Durant l'època grega i romana, els nens eren educats per les seves mares fins als set anys, i després, segons la cultura de la seva ubicació i època, començarien l'educació formal, però no tenien un espai dedicat a classe, i es donaven lliçons en porxades o carrers, o es podien donar en els habitatges, en els què el mestre seia en una cadira i els alumnes ho feien al seu voltant amb el seu propi material (papirs, tinta, plomes) A Roma, l'escola primària es deia ludus i atenia la mainada fins als 11 anys. El 94 Quintilià va publicar el treball educatiu sistemàtic, Institutio oratoria, en què es reclamava un espai dedicat.
Les escoles de primeres lletres van ser impulsades per ordres religioses i per municipis, els quals van procurar l'ensenyament de la lectura, l'escriptura, els nombres i el catecisme. En els gremis, s'acceptaven els nens i els joves per servir als artesans a canvi que se'ls hi ensenyés a llegir, a escriure i algun ofici.
A França, la Convenció Nacional va preveure en 1792 l'escola com obligatòria i gratuïta, una idea desenvolupada per Nicolas de Condorcet, que recomanava un sistema educatiu laic i la igualtat entre noies i nois, però fins al 28 de juny de 1833, sota Lluís Felip I de França, no es va aprovar una primera llei sobre l'educació primària. La llei de François Guizot de 1833 que va preveure l'educació dels nois i l'obligació per als municipis de més de 500 habitants de tenir una escola de primària. La llei encara no establia l'obligatorietat de l'ensenyament però era sigui gratuïta per a les famílies que no la podien pagar. L'escola primària, des de la reforma de Jules Ferry només acollia nens de 6 a 13 anys i, per tant, el nivell elemental s'anomenava "escola primària". La reforma de Ferry va suprimir tota mena d'identitat religiosa i de les llengües i cultures anomenades regionals, a les quals va imposar com a única llengua el francès, parlat aleshores per un 10% dels ciutadans de França, i imposant humiliacions i càstigs als que pronunciessin un mot de patois (llengua diferent del francès).
El 1857 es va promulgar la primera llei educativa integral a Espanya, la Llei d'Instrucció Pública, coneguda com a Llei Moyano, que establia que l'ensenyament podia ser públic o privat, en què l'Estat regulava els plans d'estudis intervenint en l'educació. Sobre el paper convertia l'ensenyament primari en universal i determinava la llengua castellana com a única a estudiar. El Govern es va comprometre a cobrir el manteniment de les escoles públiques i subvencionar els pobles petits perquè els nens i nenes pogués rebre l'educació primària, però que en la pràctica va dependre de la iniciativa de los municipis o de la iniciativa privada. Els llibres de text eren iguals a totes les províncies i els mestres havien de passar una sèrie d'exàmens per certificar-ne els coneixements.

## Estructura
L'estructura de l'escola primaria a Catalunya i a la resta de l'estat segueix un esquema d'una durada de sis anys. En altres llocs, l'educació primària elemental o bàsica pot variar amb els anys acadèmics. En la majoria dels casos els alumnes comencen als 6 anys i finalitzen comunament als 11 o 12. Cada país manté un programa d'objectius bàsic amb el qual sha de complir.
Generalment aquests programes coincideixen amb els objectius següents:
- Iniciar el coneixement de l'abecedari, la fonètica i les regles de formació de paraules.
- Aplicar i consolidar el vocabulari, el lèxic i la dicció de l'estudiant.
- Reconeixement bàsic de quantitats i numerals.
- Formació cívica.

### L'ensenyament i aprenentatge de les matemàtiques
Diverses investigacions sobre el procés d'aprenentatge de conceptes dels alumnes d'edat de 6 a 11 anys han ajudat a entendre que els infants aprenen matemàtiques del que és general al que és específic, és a dir, d'experiències concretes relacionades amb objectes o situacions de la seva vida quotidiana i que en interactuar amb aquestes situacions, els nens duen a terme processos d'abstracció de coneixements i habilitats que permeten comprendre i confrontar els punts de vista entre els nens i amb el mestre; procés de gran valor per al bon aprenentatge i construcció de coneixements matemàtics.
Aquesta concepció del complex procés d'assimilació de les matemàtiques ha donat lloc a una nova modalitat de l'ensenyament, considerant-la, així com un procés de conducció de l'activitat d‟aprenentatge, on el paper del mestre es limita a conduir i propiciar aquestes activitats. Tot això ve a contraposició del concepte tradicional que el professor és l'únic expositor i transmissor del coneixement.
Aquesta nova forma de l'ensenyament implica la necessitat que el professor dissenyi o seleccioni activitats que promoguin la construcció de conceptes a partir d'experiències concretes, en què els nens puguin observar, explorar i interactuar entre ells i amb el professor. Practicar aquesta concepció de l'ensenyament ofereix l'oportunitat als infants de concebre aquesta disciplina com a conjunt d'eines funcionals i flexibles que els permetin entendre i resoldre diversos problemes que enfronta al seu entorn social i educatiu, contribuint a la formació de persones competents.

## Escola primària a Espanya
Tot i que en algunes comunitats d'Espanya la competència d'educació va a càrrec del govern autonòmic l'estructura de l'escola primària és comuna a tot l'estat.
L'educació primària té caràcter obligatori i gratuït. S'estructura en cursos i per a cadascun s'estableixen uns objectius generals per a cada nivell. Aquesta és la primera etapa obligatòria del sistema educatiu per la qual cosa s'hi han d'incorporar tots els nens de 6 anys independentment de si han realitzat o no l'Educació Infantil (aquesta última, alguns pares decideixen que els seus fills no la cursin ja que no és obligatori ). Comprèn sis cursos acadèmics agrupats en tres cicles, que se seguiran ordinàriament entre els sis i els dotze anys. Amb caràcter general, els alumnes i les alumnes s'incorporaran al primer curs de l'Educació Primària l'any natural en què compleixin sis anys. Els cursos d'aquesta etapa són els següents:
- 1r d'Educació Primària (6-7 anys; 1r Cicle)
- 2n d'Educació Primària (7-8 anys; 1r Cicle)
- 3r d'Educació Primària (8-9 anys; 2n Cicle)
- 4t d'Educació Primària (9-10 anys; 2n Cicle)
- 5è d'Educació Primària (10-11 anys; 3r Cicle)
- 6è d'Educació Primària (11-12 anys; 3r Cicle)

La finalitat de l'Educació Primària a Espanya és facilitar als alumnes els aprenentatges de l'expressió i la comprensió oral, la lectura, l'escriptura, l'aritmètica, l'adquisició de nocions bàsiques de cultura i ciència, i l'hàbit de convivència així com els d'estudi i treball, el sentit artístic, la creativitat i l'afectivitat, per tal de garantir una formació integral que contribueixi al ple desenvolupament de la personalitat dels alumnes i de preparar-los per cursar amb aprofitament l'Educació Secundària Obligatòria.
A Educació Primària, les assignatures s'agrupen en tres blocs: troncals, específiques i d'assignatures de lliure configuració autonòmica.
Les assignatures troncals són:
- Ciències de la Natura
- Ciències socials
- Llengua Castellana i Literatura
- Matemàtiques
- Primera Llengua Estrangera (Anglès)

Les assignatures específiques són:
- Educació Física
- Religió, o Valors Humans, a elecció dels pares, mares o tutors legals.
- Valors Cívics i Ètics
- En funció de la regulació i de la programació de l'oferta educativa que estableixi cada Administració educativa i, si escau, de l'oferta dels centres docents, almenys una de les àrees següents del bloc d'assignatures específiques: 1r Educació Artística . 2n Segona Llengua Estrangera (Francès). 3r Religió, només si els pares, mares o tutors legals no l'han escollit a l'elecció indicada a l'apartat 3.b). 4t Valors socials i cívics, només si els pares, mares o tutors legals no l'han escollit a l'elecció indicada a l'apartat 3.b).

## L'edifici

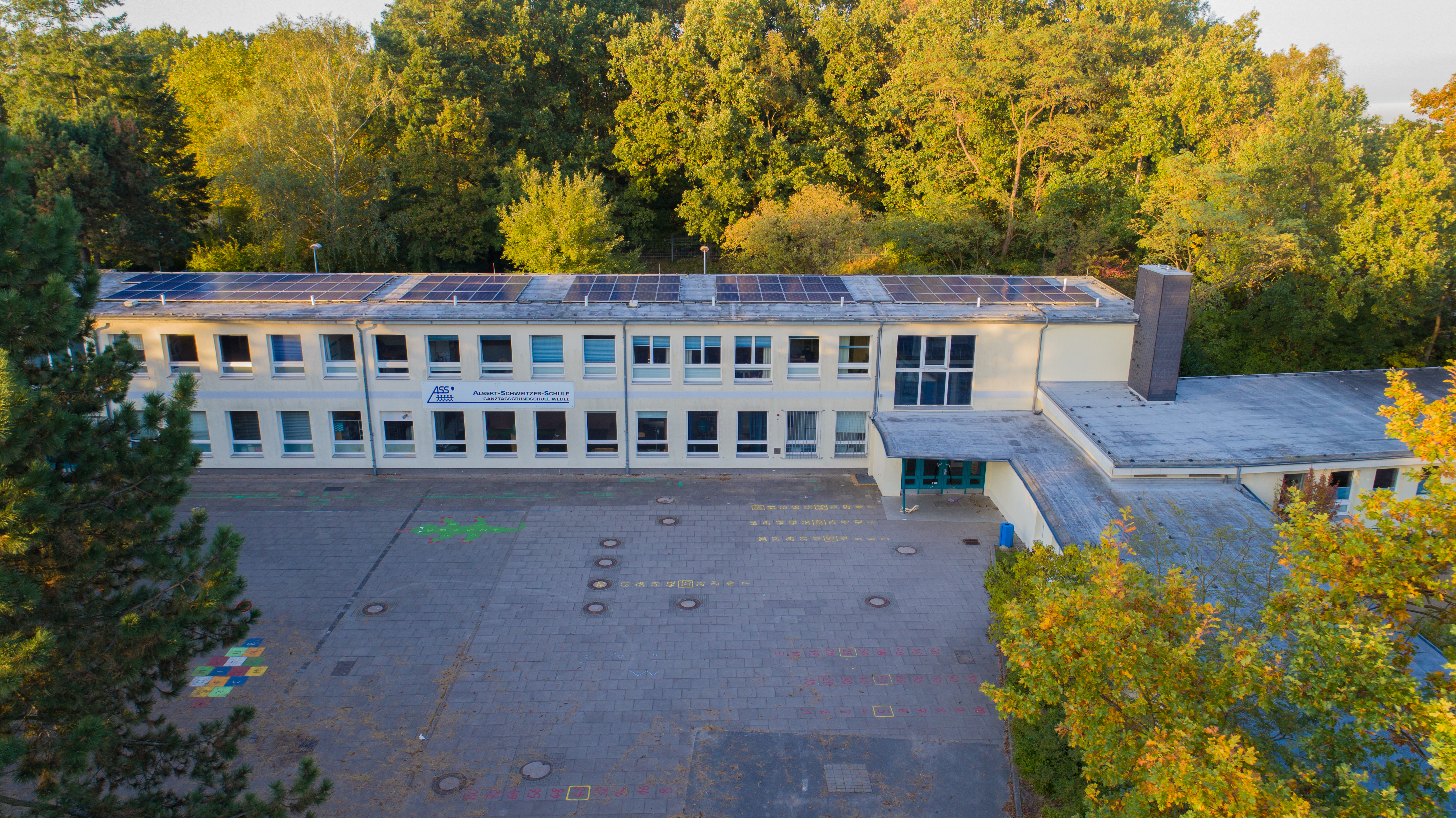
L'escola AlbertSchweitzer a Wedel aus der Luft

L'edifici que ofereix l'educació primària ha de satisfer les necessitats d'estudiants, professors, personal de suport no docent, administradors i la comunitat. Ha de complir les directrius generals de construcció del govern, els requisits sanitaris, els requisits funcionals mínims per a les aules, lavabos i dutxes, electricitat i serveis, la preparació i emmagatzematge de llibres de text i material didàctic bàsic. Una escola òptima complirà les condicions mínimes i tindrà aules de mida adequada, on es considera que 60 m2 són òptims, però 80 m2 per a la classe de recepció, espais docents especialitzats, una sala de preparació del personal, instal·lacions de benestar del personal, un bloc administratiu, aules polivalents, banys per a estudiants, un saló escolar de propòsit general, equip adequat, emmagatzematge, una biblioteca o existències de biblioteques que es renoven regularment, aules d'informàtica o centres de comunicació, sales d'assessorament, de malalts i d'exàmens mèdics.
Tot l'accés a l'edifici i el propi centre ha d'estar lliure de barreres arquitectòniques, amb almenys un itinerari accessible. Els centres han de disposar d'accés rodat, lliures de condicionants mediambientals, i no poden haver estat anteriorment objecte d'activitats industrials o comercials que impliquin generacions de substàncies perilloses o generació de residus i estar protegits de sorolls d'autopistes i ferrocarrils.
Sigui quina sigui la distribució en planta de l'edifici, que serà de com a molt cinc plantes sent la d'entrada la planta baixa, tots els espais han de tenir ventilació creuada natural i estar relacionats mitjançant elements de circulació interiors, i només el gimnàs, els vestidors i els menjadors podran estar separats de l'edifici principal per permetre la seva utilització fora de l'horari escolar. A part del porxo de connexió entre edificis i del porxo de les aules d'infantil, el centre ha de tenir una porxada general amb dimensions suficients per que es pugui fer servir com a zona de jocs en dies de pluja o protegir del sol a l'estiu.

### El pati
El pati ha de tenir una part pavimentada com a pista i unes zones de joc sense pavimentar, separant-se el de primària del pati d'infantil, que tindrà un accés independent i preferentment tindrà terra de sauló, amb una tanca d'1 m d'alçada. Al pati hi haurà dues fonts, una al pati de primària i una al d'infantil. Des del pati ha d'haver accés a uns lavabos sense entrar al centre.

### Zona d'Educació Infantil

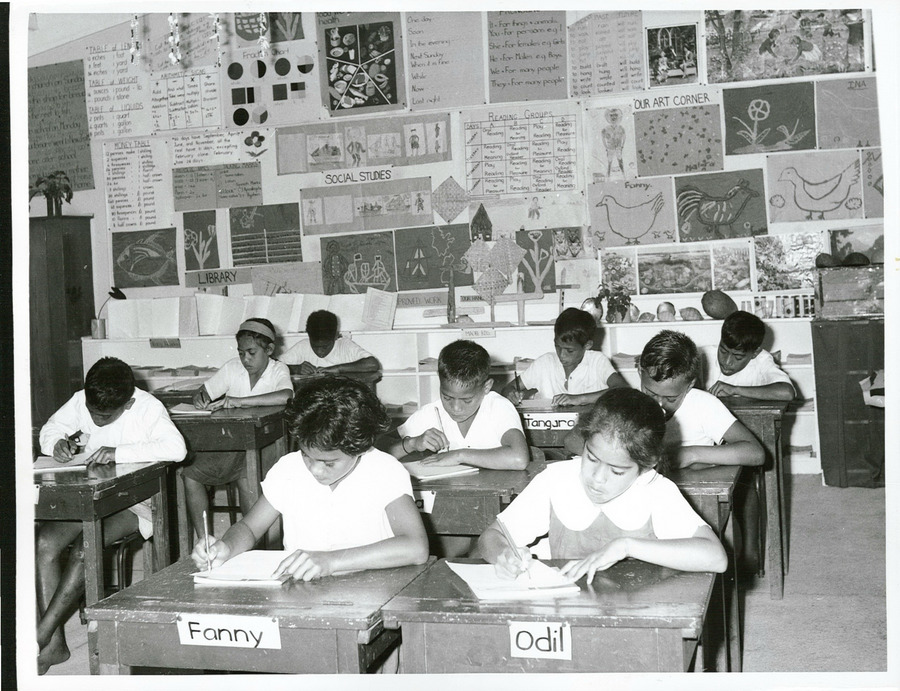
Alumnes en una escola de primària a les Illes Cook en 1965

Tots els espais d'infantil han d'estar situats preferiblement en planta baixa, recomanant-se l'agrupació de les aules per cursos. Les aules han de disposar d'una zona d'aula exterior amb relació directa amb l'interior i amb accés als serveis, delimitada respecte de la resta del pati d'infantil.

### Aula de primària
L'aula de primària ha de tenir il·luminació, i ventilació creuada natural, protecció contra el sol, la porta d'accés ha de permetre veure l'interior de l'aula, tenir enllumenat sobre la pissarra, que ha de ser d'almenys 250x120cm, tindrà un tauler de suro de 200x100 cm, rengleres de penjadors, armaris amb prestatgeries, taules de 120x50 cm i cadires per alumnes, i una taula de 120x70 cm i cadira de professorat.

## Escoles rurals
Les escoles rurals son centres únics en pobles que no arriben a tenir un grup per nivell educatiu malgrat tenir o estar en disposició d'acollir tots els nivells, i, per tant, tenen aules amb més d'un nivell, i no permeten l'organització d'una escola graduada. Les ZER, institucions formades per escoles rurals d'un entorn proper que es consideren com un centre únic i que respecten la identitat pròpia de les escoles que la integren.

## Elecció de centre
Les famílies atorguen molta importància a l'escola per la qualitat de l'oferta escolar, de l'equip docent o del projecte educatiu del centre. Atès que en l'àmbit catalanoparlant les famílies tenen llibertat en l'elecció de centre, aquest factor pot posar en perill l'equitat, i les administracions busquen la manera de fer una distribució equitativa de l'alumnat.
A Catalunya, l'equilibri escolar és difícil perquè es concentren en determinats centres els alumnats amb problemes socials i educatius, i amb percentatges elevadíssims d'alumnat d'origen estranger amb endarreriment formatiu, i com els nivells de segregació escolar a l'educació primària superen els nivells de segregació urbana a la majoria dels municipis, la composició desequilibrada d'aquests centres fa que sovint siguin poc desitjats per moltes famílies del seu entorn i, per tant, aquest desequilibri s'aguditza any rere any.